# Mark Spitz
Pour les articles homonymes, voir Spitz.
Mark Andrew Spitz, né le 10 février 1950 à Modesto (Californie, États-Unis), est un nageur américain. Il a gagné sept médailles d’or lors des Jeux olympiques d'été de 1972 à Munich. Seul Michael Phelps a fait mieux en gagnant huit médailles d'or lors des Jeux olympiques d'été de 2008 à Pékin. Mark Spitz avait également participé aux Jeux olympiques d'été de 1968 à Mexico, remportant quatre médailles (deux d’or, une d’argent, une de bronze). Entre 1968 et 1972, il fut nageur à l’université de l'Indiana.

## Biographie

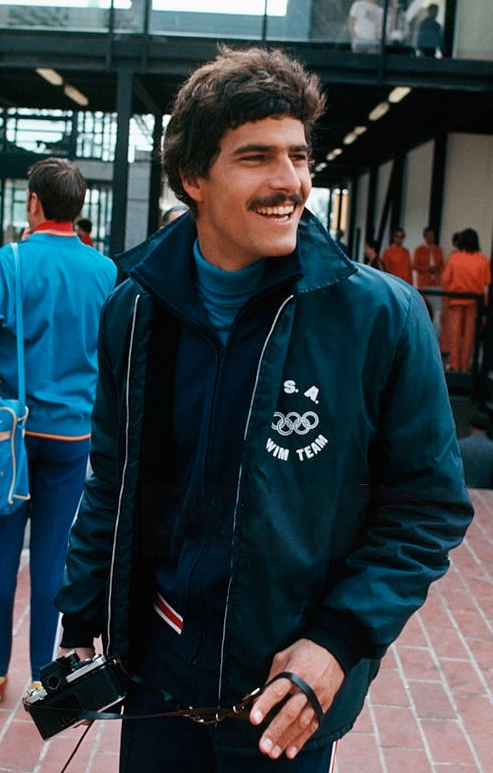
Mark Spitz aux Jeux olympiques d'été de 1972.

Né en Californie dans une famille juive,, Mark Spitz commence la natation en club à l'âge de huit ans à Sacramento après avoir passé sa petite enfance à Honolulu. Il passe ensuite au Arden Hills Swim Club sous la conduite de Sherman Chavoor. Ce dernier reste fidèle à son nageur tout au long de sa carrière. Le père de Mark le pousse à s'entraîner dur pour battre des records du monde. Dans cet objectif, la famille Spitz déménage à Santa Clara pour placer Mark (12 ans) au Santa Clara Swim Club de l'entraîneur George Haines. Il s'entraîne alors avec Don Schollander, qui remporte quatre titres olympiques à Tokyo. Spitz progresse et compte déjà trois records du monde avant les Jeux olympiques de Mexico et cinq titres lors des Jeux panaméricains 1967 à Winnipeg. Il annonce alors publiquement qu'il fera mieux que Schollander à Tokyo en remportant six titres olympiques à Mexico. Il revient du Mexique avec seulement deux titres olympiques de relais, devant se contenter de l'argent sur 100 mètres papillon et du bronze en 100 mètres nage libre. Moqué par la presse, il est jugé indésirable à Santa Clara et rejoint l'université de l'Indiana et ses Hoosiers, à cause de son asthme récurrent.
Sous la conduite de l'entraîneur des Hoosiers James Counsilman et de Sherman Chavoor, Mark Spitz enchaîne les records. Il prépare sa revanche olympique en silence. Les Jeux à Munich commencent pourtant mal. Il a pris froid et est sous antibiotiques. Malgré ce souci médical, il remporte sa première finale sur 200 mètres papillon en battant le record du monde. Il enchaîne ensuite titres olympiques et records du monde. Des douleurs dorsales sèment ensuite le trouble, et Mark Spitz pense même un temps renoncer au 100 mètres nage libre. Il est finalement au départ et remporte sept titres olympiques en signant autant de records du monde, exploit alors unique dans les annales du sport (son compatriote Michael Phelps a remporté huit médailles d'or aux Jeux olympiques de Pékin en 2008). Il ne profite qu'une seule nuit de son triomphe à Munich. Fou de joie après l'une de ses victoires, il agite sa paire de chaussures au-dessus de la tête. Ce geste est interprété comme de la publicité sauvage, mais le Comité international olympique ne donne finalement pas de suite à cette affaire éclipsée par la prise d'otages du village olympique ; les épreuves de natation eurent lieu avant ce drame, ces disciplines ouvrant traditionnellement le calendrier olympique. De religion juive, Mark Spitz est alors mis sous la protection du FBI et rapatrié d'urgence aux États-Unis.
Il se retire de la compétition après son exploit des Jeux olympiques de Munich en tenant une conférence de presse au lendemain de son septième titre : « Depuis Mexico j'avais une revanche à prendre. J'étais jeune, un peu novice, j'avais alors 18 ans. J'étais censé remporter six médailles. J'ai échoué. Je suis venu à Munich comme un vieil homme qui veut réussir son come-back. J'ai donné ce que j'avais à donner. Ma carrière s'est terminée hier soir. » Vingt ans plus tard, il tente son retour à la compétition pour les Jeux olympiques d'été de 1992 à Barcelone. Il s'aperçoit cependant très vite qu'il n'est plus au niveau et renonce à son projet.

## Palmarès

### Jeux olympiques
- Jeux olympiques d'été de 1968 à Mexico ( Mexique)
  -  médaille d'or au relais 4 × 100 m nage libre
  -  médaille d'or au relais 4 × 200 m nage libre
  -  médaille d'argent sur 100 m papillon
  -  médaille de bronze sur 100 m nage libre
- Jeux olympiques d'été de 1972 à Munich ( Allemagne de l'Ouest)
  -  médaille d'or sur 100 m nage libre
  -  médaille d'or sur 200 m nage libre
  -  médaille d'or sur 100 m papillon
  -  médaille d'or sur 200 m papillon
  -  médaille d'or au relais 4 × 100 m nage libre
  -  médaille d'or au relais 4 × 200 m nage libre
  -  médaille d'or au relais 4 × 100 m 4 nages

N.B. : Mark Spitz n'a jamais participé aux championnats du monde, car il a arrêté sa carrière en 1972, et la première édition des championnats du monde de natation n'eut lieu qu'en 1973.

## Sources
- Notice biographique de Mark Spitz in coll., 100 champions pour un siècle de sport, Paris, L'Équipe, 2000, p. 171-173  (ISBN 2951203128)
- Notice biographique de Mark Spitz in Henri Charpentier et Euloge Boissonnade, 100 ans de Jeux olympiques, Paris, France-Empire, 1996, p. 420-425  (ISBN 2704807922)